# Catedral de San Juan Bautista (Ciudad Altamirano)
La Catedral de San Juan Bautista, en Ciudad Altamirano, es un templo católico que es considerado uno de los monumentos religiosos en el estado de Guerrero, en México construida durante el siglo XVI. Pertenece a la diócesis de Ciudad Altamirano.

## Historia
Se trata de un templo que sigue el rito latino o romano y sirve como la iglesia madre de la Diócesis de Ciudad Altamirano (Diœcesis Civitatis Altamirensis) creada por el papa Pablo VI en 1964 mediante la bula "Populo Dei".
Fray Juan Bautista Moya es considerado como la principal figura religiosa que dejara huella en la región. Nació un 24 de junio de 1504 en Jaén, Andalucía, se llamaba Juan Bautista Moya y Valenzuela, hijo de don Jorge Moya y doña Tomasa Valenzuela, y culminó sus estudios en la Universidad de Salamanca. Llegó a los 32 años al actual territorio mexicano y en 1537 ya se le encuentra en Tlapa, hoy estado de Guerrero, y desde ese punto evangelizará una gran cantidad de pueblos perdidos en la Costa Chica y Costa Grande, logrando llegar hasta Zacatula, desembocadura del río Balsas y regresando río arriba hasta penetrar en Tierra Caliente y de esa forma regresar a su base de Tlapa, tras haber fundado más de 300 comunidades.